# Jared Carter

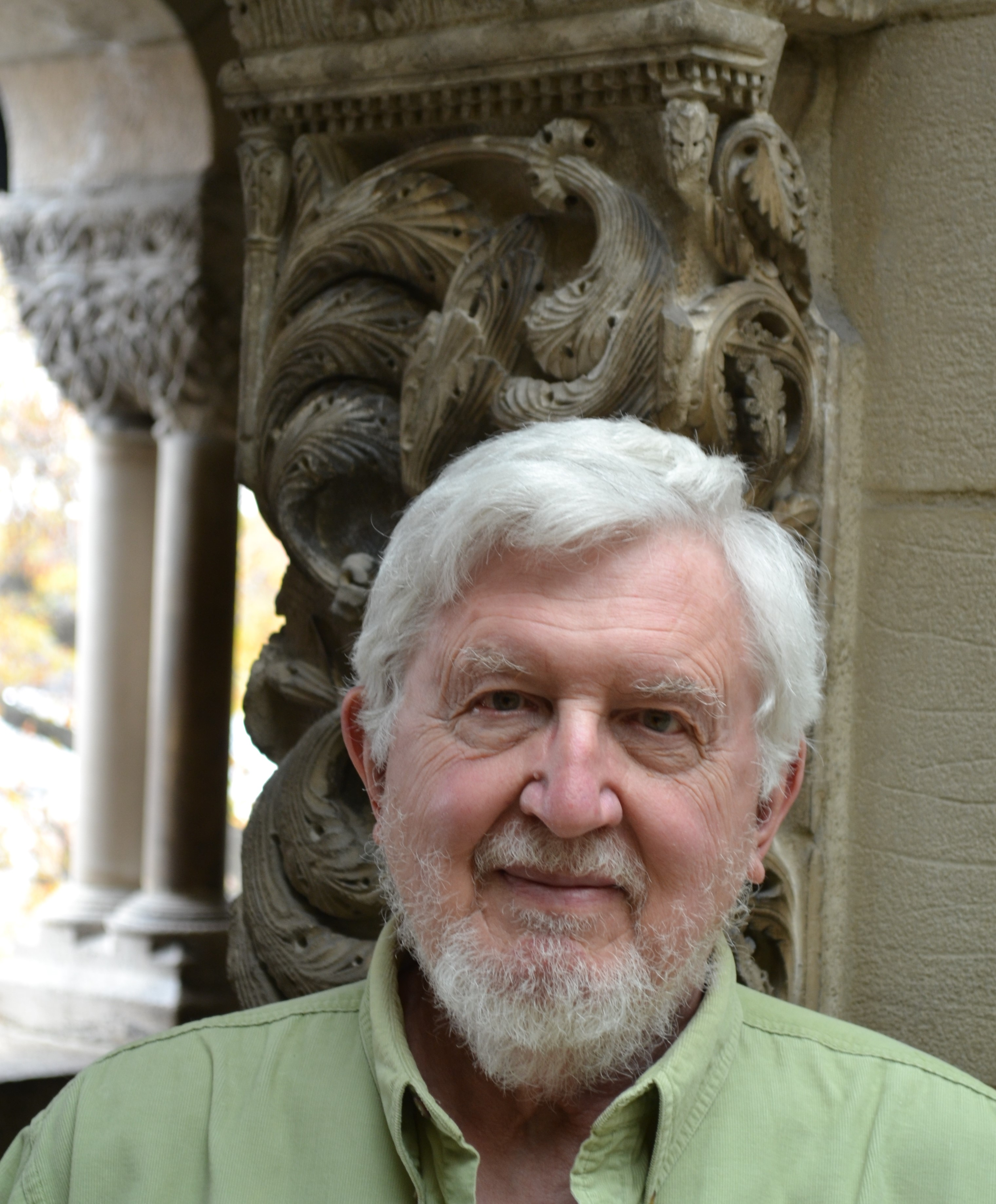
Jared Carter, 2015

Jared Carter (* 10. Januar 1939 in Elwood, Indiana) ist ein amerikanischer Dichter und Redakteur.

## Leben
Jared Carter wurde 1939 in Elwood geboren. Er studierte an der Yale University und am Goddard College. Nach Ableistung seines Militärdienstes und Reisen ins Ausland ließ er sich 1969 in der Hauptstadt Indianas, Indianapolis, nieder und lebt dort bis heute. Carter arbeitete viele Jahre als Redakteur und Buchgestalter, erst für die Bobbs-Merrill Company und später als Angestellter der Hackett Publishing Company.

## Dichtung
Carter schreibt sowohl freie Verse als auch Gedichte im Sinne des Neuen Formalismus. Viele seiner frühen Schriften spielen an einem imaginären Phantasieort namens „Mississinewa County“, das am tatsächlich existierenden Mississinewa River, einem Nebenfluss des Wabash River liegen soll. Im Zuge der Verbreitung des Internets hat Carter zunehmend seine Arbeiten online veröffentlicht.

### Beispiel
Versform: Jambischer Vierheber mit Kreuzreim, dabei teilweise mit Assonanzen (online zugänglich bei The New Formalist)
Visitant

What is that calling on the wind

that never seems a moment still?

That moves in darkness like a hand

of many fingers taken chill?

What is it seeking when it flows

about my head, and seems to wrest

All motion from my heart, as though

I still had something to confess?

How can it be it knows my crime,

this troubled whistling in the air?

'Tis true, I left her long behind,

but this is dark, and she was fair.

## Auszeichnungen
- 1980 Walt Whitman Award – von der Academy of American Poets für seine Anthologie Work, for the Night Is Coming
- 1982 Guggenheim-Stipendium[1]
- 1985 Arts Award – vom Gouverneur von Indiana[2]
- 1994 Poets' Prize – von der West Chester University of Pennsylvania für die Anthologie After the Rain

## Veröffentlichungen
- Early Warning. Daleville, Indiana: Barnwood Press, 1979.
- Work, for the Night Is Coming. New York: Macmillan, 1981. ISBN 1-880834-20-0
- Fugue State. Daleville, Indiana: Barnwood Press, 1984. ISBN 0-935306-16-1
- Pincushion’s Strawberry. Cleveland: Cleveland State University Poetry Center, 1984. ISBN 0-914946-43-9
- Millennial Harbinger. Philadelphia: Slash & Burn Press, 1986. ISBN 0-938345-01-X
- The Shriving. Tuscaloosa, Alabama: Duende Press, 1990.
- Blues Project. Indianapolis: Writers’ Center Press, 1991. ISBN 1-880649-27-6
- Situation Normal. Indianapolis: Writers’ Center Press, 1991.
- After the Rain. Cleveland: Cleveland State University Poetry Center, 1993. ISBN 1-880834-03-0
- Les Barricades Mystérieuses. Cleveland: Cleveland State University Poetry Center, 1999. ISBN 1-880834-40-5
- Reading the Tarot: Nine Villanelles. E-book no. 17. Dayton, Washington: New Formalist Press, 2005.
- Cross this Bridge at a Walk. Nicholasville, Kentucky: Wind Publications, 2006. ISBN 1-893239-46-2
- Time Capsule. E-book no. 26. Dayton, Washington: New Formalist Press, 2007.